# African-American Film Critics Association Awards 2004
2. ročník udílení African-American Film Critics Association Awards se konal dne 28. prosince 2004.  

## Deset nejlepších filmů
1. Ray
2. Hotel Rwanda
3. Hledání Země Nezemě
4. Letec
5. Bokovka
6. Baadasssss!
7. Ve spárech yakuzy
8. Woman Thou Art Loosed
9. Million Dollar Baby
10. Collateral

## Speciální ocenění
- Jamie Foxx